# Bogdan Nicolescu
Nicolae Bogdan „Bobe” Nicolescu (ur. 3 stycznia 1997 w Bukareszcie) – rumuński koszykarz, występujący na pozycji niskiego skrzydłowego, reprezentant kraju, obecnie zawodnik CSM Oradea.

## Osiągnięcia
Stan na 1 listopada 2022, na podstawie, o ile nie zaznaczono inaczej.

### Drużynowe
- Mistrz Rumunii (2016, 2018 2019)
- Wicemistrz Rumunii (2017, 2021, 2022)
- 3. miejsce w FIBA Europe Cup (2021)
- Zdobywca Superpucharu Rumunii (2019)
- Finalista:
  - Pucharu Rumunii (2016, 2018–2021)
  - Superpucharu Rumunii (2018)
- Uczestnik międzynarodowych rozgrywek:
  - FIBA Europe Cup (2016–2018, 2020/2021)
  - Ligi Mistrzów (2016/2017)

### Indywidualne
- MVP meczu gwiazd ligi rumuńskiej (2019)[3]
- Uczestnik meczu gwiazd ligi rumuńskiej (2019)[3]

### Reprezentacja
Seniorska
- Uczestnik:
  - mistrzostw Europy (2017 – 23. miejsce)
  - europejskich:
    - kwalifikacji do mistrzostw świata (2017–2019 – 26. miejsce)
    - prekwalifikacji do mistrzostw świata (2020)

  - kwalifikacji do mistrzostw Europy (2020)

Młodzieżowe
- Mistrz Europy U–20 dywizji B (2017)
- Uczestnik:
  - mistrzostw Europy dywizji B:
    - U–20 (2016 – 10. miejsce, 2017)
    - U–18 (2014 – 18. miejsce, 2015 – 16. miejsce)
    - U–16 (2013 – 10. miejsce)